# Tippi Hedren
Nathalie Kay Hedren (New Ulm, Minnesota, 19 de enero de 1930), más conocida como Tippi Hedren, es una actriz, modelo y activista estadounidense.
Su éxito como modelo de estilo formal le llevó a aparecer en la portada de prestigiosas revistas como Glamour y Life. Hedren dio un giro en su carrera como modelo y decidió aceptar la oferta de Alfred Hitchcock quien buscaba una protagonista para su película The Birds (1963), por la que ganó un Globo de Oro. En 1964, protagonizó el drama psicológico Marnie, también de Hitchcock. 
Hedren ha aparecido en más de ochenta películas y programas de televisión, incluyendo: la última película de Charlie Chaplin, La condesa de Hong Kong (1967), donde se codeó con Marlon Brando y Sophia Loren; la sátira política de Alexander Payne Ciudadana Ruth (1996) y la comedia existencial de David O. Russell I Heart Huckabees (2004). Sus contribuciones al cine mundial han sido honradas con el Premio Julio Verne y una estrella en el Paseo de la fama de Hollywood, entre otros.
Su fuerte compromiso con el rescate de animales comenzó en 1969 cuando estaba filmando dos películas en África y conoció la difícil situación de los leones africanos. En un intento por crear conciencia sobre la vida silvestre, pasó casi once años llevando Roar (1981) a la pantalla. Ella comenzó su propia organización sin fines de lucro, la Fundación Roar, en 1983 para apoyar la Reserva Natural de Shambala, un hábitat de vida silvestre de 80 acres (32 ha) que le permite continuar su trabajo en el cuidado y la preservación de leones y tigres. Hedren también viajó por todo el mundo para establecer programas de ayuda después de terremotos, huracanes, hambruna y guerra. La actriz fue instrumental en el desarrollo de salones de uñas vietnamita-estadounidenses en los Estados Unidos.

## Biografía y carrera

### 1930-1950: primeros años
Nathalie Kay Hedren nació el 30 de enero de 1930 en New Ulm, Minnesota, siendo hija de Bernard Carl y Dorothea Henrietta Hedren. A los cuatro años de edad, su familia la llevó a Morningside, Minnesota, donde vivió hasta los diecisiete y trabajó como modelo para Dayton's. Durante gran parte de su carrera, su año de nacimiento fue informado erróneamente como 1935. Pasaron varios años así hasta que en un episodio de Biography de la cadena televisiva A&E de 2004, reconoció que en realidad había nacido en 1930 (lo que es consistente con el índice de registro de nacimientos de la Sociedad Histórica de Minnesota). Sus abuelos paternos eran inmigrantes suecos, mientras que su madre era de ascendencia alemana y noruega.

### 1950-1960: modelaje
Al cumplir 20 años de edad, Hedren compró un boleto para viajar a la ciudad de Nueva York, donde se unió a la Agencia Eileen Ford. Un año después, hizo su debut cinematográfico como «Miss Ice Box» en la comedia musical The Petty Girl, en la cual no fue acreditada. No obstante, en entrevistas de años posteriores, se refirió a The Birds, como su primer papel acreditado, y como su primera película. Aunque recibió varias ofertas para trabajar en filmes durante ese tiempo, Hedren no tenía interés en la actuación, ya que sabía que era muy difícil tener éxito en dicho campo profesional.
Tuvo una carrera como modelo muy exitosa durante la década de 1950 y principios de los sesenta, apareciendo en las portadas de Life, The Saturday Evening Post, McCall's, Glamour, entre otras. En 1961, después de permanecer casada durante siete años con el actor Peter Griffith, Hedren se divorció y regresó a California con su hija, Melanie, donde alquiló una casa cara en Sherman Oaks, Los Ángeles. Más tarde declaró: «pensé que podría continuar mi carrera como lo había hecho en Nueva York. Pensé que todo estaría bien, pero no fue así. Entonces me dije: 'Bueno, no sé escribir por mi cuenta, ¿qué hago'?».

### 1961-1966: inicios como actriz y trabajos con Alfred Hitchcock

#### 1961: descubrimiento
El 13 de octubre de 1961, recibió una llamada de un agente que le dijo que un productor estaba interesado en trabajar con ella. Cuando le dijeron que era Alfred Hitchcock, quien mientras veía The Today Show, la vio en un anuncio de una bebida dietética llamada Sego, aceptó firmar un contrato de siete años. Durante su primera reunión, los dos hablaron de todo excepto del papel para el que él la estaba considerando. Hedren estuvo convencida durante varias semanas de que era para su serie de televisión, Alfred Hitchcock Presents.
Como actriz desconocida y con poca formación, Hitchcock sometió a Hedren a una exhaustiva prueba de pantalla a color que duró dos días y costó 25.000 dólares, en la que grabó escenas de sus películas anteriores, como Rebecca, Notorious y To Catch a Thief con el actor Martin Balsam. Según Balsam, Hedren estaba muy nerviosa, pero estudió cada línea, hizo todos los movimientos que le pidieron e intentó hacerlo lo mejor posible. Hitchcock le pidió a la vestuarista Edith Head que diseñara ropa personalmente para Hedren y él a cambio la asesoraría sobre vino y comida. También insistió con fines publicitarios en que su nombre debía aparecer solo entre comillas simples, 'Tippi'. La prensa en su mayoría ignoró esta directiva del director, quien consideró que las comillas simples añadían distinción y misterio a su nombre. Hitchcock quedó impresionado con Hedren. Como explicó el diseñador de producción Robert F. Boyle: «a Hitch siempre le gustaron las mujeres que se comportaban como damas bien educadas. Tippi generó esa cualidad.»
Posteriormente, Hedren fue invitada a almorzar con Hitchcock, su esposa, Alma, y Lew Wasserman, director de Universal, en uno de los restaurantes favoritos de Hitchcock, Chasen's. Allí, le obsequiaron un broche dorado de tres pájaros en vuelo, adornado con tres pequeñas perlas, y Hitchcock le pidió que interpretara el papel principal en su próxima película The Birds. «Me quedé tan atónita. Nunca se me ocurrió que me darían un papel principal en una gran película. Tenía grandes lágrimas en los ojos», recordó Hedren más tarde.

#### 1963:The Birds

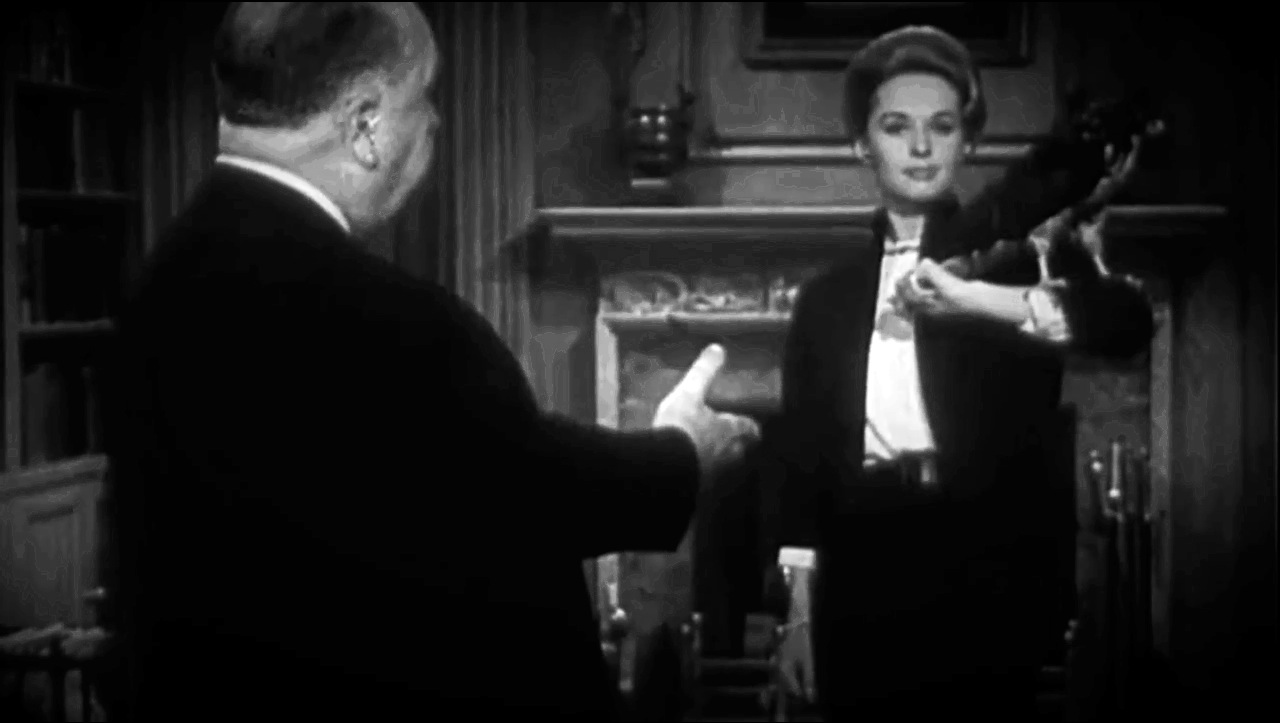
Hedren y Alfred Hitchcock en un tráiler para The Birds (1963).

The Birds (1963) fue el debut cinematográfico de Hedren. Hitchcock se convirtió en su profesor de teatro y le dio una educación en realización cinematográfica, dándole la oportunidad de asistir a varias de las reuniones de producción, ya fueran conferencias de guion, de música o de fotografía. Hedren dijo: «probablemente aprendí en tres años lo que de otra manera me habría llevado 15 años aprender». Por medio de estas experiencias, aprendió a descomponer un guion, a convertirse en otro personaje y a estudiar la relación entre diferentes papeles. Hedren interpretó el papel de Melanie Daniels tal y como Hitchcock se lo pidió. Ella comentó: «él les da muy poco margen de maniobra a sus actores. Escucha, pero tiene un plan muy definido en mente sobre cómo quiere que actúen sus personajes. En mi caso, era comprensible, porque no era una actriz de renombre. Acepté sus consejos.»
Durante los seis meses que duró el rodaje, la agenda de Hedren era apretada, ya que solo tenía una tarde libre a la semana. Al principio, las filmaciones le parecieron «maravillosas». Hitchcock le dijo a un periodista, después de algunas semanas de rodaje, que ella era extraordinaria, externando: «ella ya está alcanzando los mínimos y máximos del terror». Sin embargo, Hedren manifestó que la semana en que hizo la escena final donde es atacada por pájaros en un dormitorio del segundo piso, fue la peor de su vida. Antes de filmarla, le preguntó a Hitchcock cuáles eran las motivaciones de su personaje para subir las escaleras, y su respuesta fue: «porque yo te lo digo». Luego le aseguraron que el equipo utilizaría pájaros mecánicos. En cambio, Hedren soportó cinco días enteros en los que los encargados de la utilería, protegidos por gruesos guantes de cuero, le arrojaban docenas de gaviotas, cuervos y grajos vivos (con los picos cerrados con bandas elásticas). En un estado de agotamiento, cuando uno de los pájaros le arañó la mejilla y por poco le da en el ojo, Hedren se sentó en el set de filmación y comenzó a llorar. Un médico le ordenó una semana de reposo. Hitchcock protestó, según Hedren, diciendo que ella era la única que quedaba por filmar. La respuesta del médico fue: «¿Estás tratando de matarla?». También añadió que la antedicha semana pareció ser una prueba para el director.
Ejecutivos de Universal, que no respaldaron la decisión de Hitchcock de contratar a Hedren en primer lugar, quedaron impresionados con su actuación y Wasserman la describió como «notable». Durante la promoción de The Birds, Hitchcock elogió a su nueva protegida y la comparó con Grace Kelly, diciendo: «Tippi tiene un ritmo más rápido, un tono urbano, más humor que Grace Kelly. Demostró una seguridad alegre, una vivacidad, un atractivo movimiento de cabeza, memorizaba y leía los diálogos extraordinariamente bien y es más perspicaz en su expresión». La película se proyectó fuera de competición en mayo, en una prestigiosa muestra por invitación en el Festival Internacional de Cine de Cannes de 1963. Su desempeñó fue elogiado en una crítica de Variety, revista que comentó: «aparte de los pájaros, la película pertenece a Hedren, que hace una reverencia auspiciosa en la pantalla. Ella prácticamente tiene que llevar la película sola durante los primeros 45 minutos, antes de la llegada de la primera ola de atacantes organizados desde el cielo. La señorita Hedren tiene calidad de estrella y Hitchcock le ha proporcionado un potente vehículo para despegar su carrera.» Hedren ganó un Globo de Oro en la categoría a la nueva estrella del año, empatando con Elke Sommer y Ursula Andress. La revista Premiere, exaltó su personificación como Melanie Daniels, calificándolo como uno de los personajes cinematográficos más grandiosos de todos los tiempos.

#### 1964:Marnie

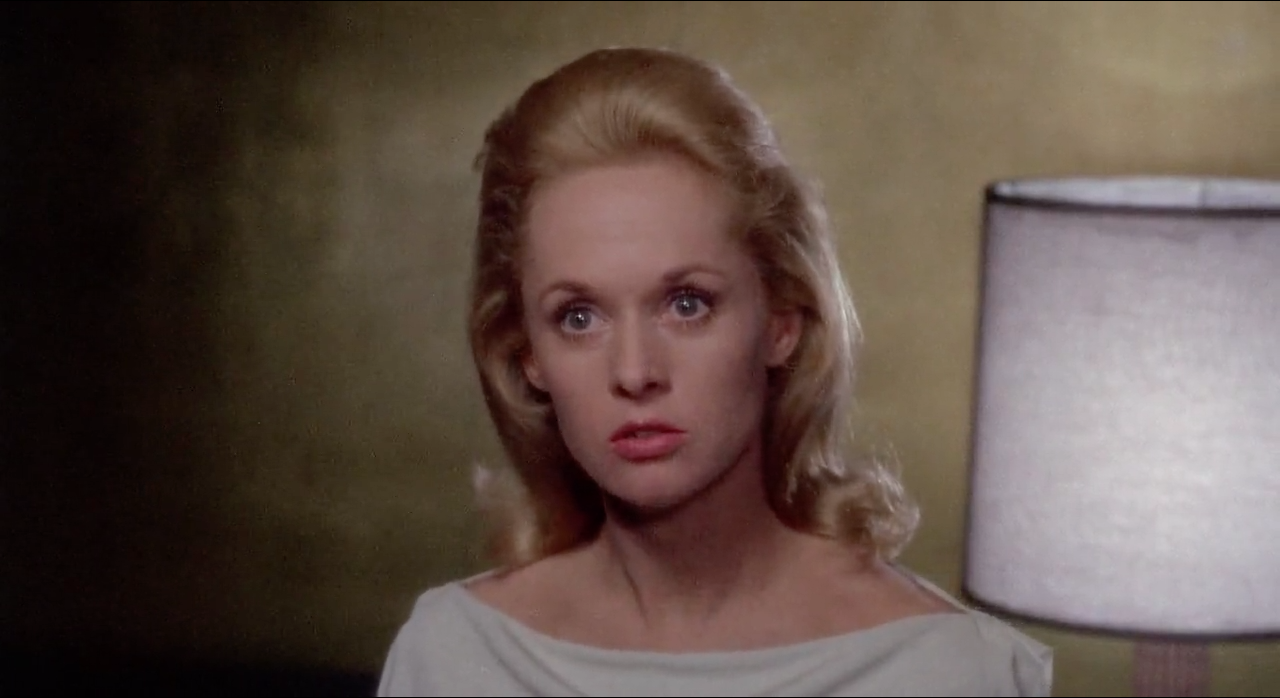
Hedren en Marnie (1964).

Hitchcock quedó tan impresionado con las habilidades actorales de Hedren que, durante el rodaje de The Birds, decidió ofrecerle el papel principal de su siguiente película, Marnie (1964), un drama romántico de suspenso psicológico basado en la novela de Winston Graham. Hedren se quedó atónita y se sintió muy afortunada de que le ofrecieran interpretar a «una mujer tan complicada, triste y trágica», y más tarde comentó: «considero que mi actuación, aunque no sea necesariamente una actuación de método, es una que se basa en mis propios sentimientos. Sentí que Marnie era un papel extremadamente interesante para interpretar y una oportunidad única en la vida». Se mostró insegura de sus capacidaded para interpretar el exigente papel, pero Hitchcock le aseguró que podía hacerlo. A diferencia de The Birds, donde recibió poca orientación actoral, para esta cinta Hedren estudió cada escena con Hitchcock.
Hedren consideró a Marnie como su película favorita de las dos que hizo con Hitchcock, debido al reto de interpretar a una joven emocionalmente destrozada que viaja de ciudad en ciudad asumiendo diversas identidades para robar a sus empleadores. Durante el rodaje, Hitchcock afirmó que Hedren «se encontraba gestando una actuación digna de un premio Óscar». En su estreno, la película recibió críticas mixtas, un rendimiento de taquilla mediocre, y no recibió ninguna nominación al Oscar. Variety escribió: «Hedren regresa en un papel particularmente exigente. La señorita Hedren, que asume un papel que originalmente se le ofreció a Grace Kelly para que reanudara su carrera cinematográfica, le da credibilidad a un personaje que nunca despertó simpatía. Es una tarea difícil que cumple satisfactoriamente.» Tiempo después, Hedren dijo que Marnie estaba «adelantada a su tiempo» porque «la personas no hablaban de la infancia y sus efectos en la vida adulta. Hablar de sexualidad y psicología era tabú, y meter todo eso en una película era chocante.» A pesar de su tibia recepción original, la película fue posteriormente aclamada y descrita como una «obra maestra», y la actuación de Hedren ahora se considera una de las mejores en cualquier película de Hitchcock. En 2016, Richard Brody de The New Yorker, escribió en su reseña que: «la actuación de Hedren es una de las mejores en la historia del cine.»

#### Acusaciones de acoso sexual
Marnie fue la segunda y última colaboración entre Hedren y Hitchcock. En 1973, admitió que una importante diferencia en su estilo de vida provocó la ruptura de su relación: «él era demasiado posesivo y exigente. Yo no puedo dejarme poseer por nadie. Pero, bueno, ese es mi problema.» En 1983, el autor Donald Spoto publicó su segundo libro sobre Hitchcock, The Dark Side of Genius, para el cual Hedren aceptó hablar por primera vez en detalle sobre su relación con el director. El libro fue controvertido, ya que varios amigos de Hitchcock afirmaron que el Hitchcock retratado en el mismo, no era el hombre que ellos conocían. Durante años después de su lanzamiento, Hedren no estaba dispuesta a hablar de ello en entrevistas, pero pensó que el capítulo dedicado a su historia era «preciso en cuanto a lo que él era.» Más tarde, explicó su largo silencio antes de contar su historia: «fue vergonzoso e insultante; había muchas razones por las que no quería contar la historia. No quería que se aprovecharan de ella, la distorsionaran, la cambiaran y la convirtieran en una situación aún más fea de lo que ya era.»

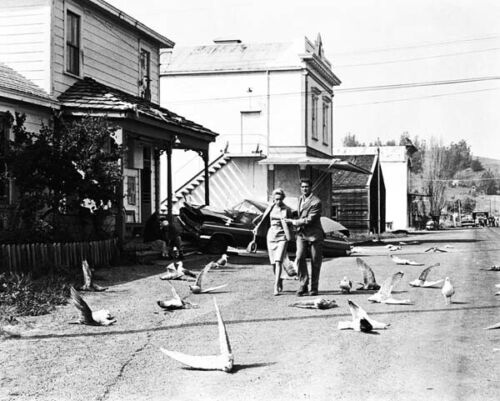
Hedren y Rod Taylor durante las filmaciones de The Birds (1963).

De acuerdo al libro de Spoto, Hitchcock trajo a dos miembros de su equipo a lo largo del rodaje de The Birds y les pidió que vigilaran atentamente las actividades de Hedren, «cuando salía del set: adónde iba, a quién visitaba, cómo pasaba su tiempo libre». Luego le aconsejó qué debía comer, a quién debía ver y cómo debía vivir. Le dijo al reparto y al equipo que no se les permitía hablar con ella. El coprotagonista de Hedren en The Birds, Rod Taylor, recordó más tarde: «Hitch se estaba volviendo muy dominante y codicioso con 'Tippi', y fue muy difícil para ella. No se le permitía a nadie acercarse físicamente a ella durante la producción. 'No toques a la chica después de que grite '¡Corten!', me decía repetidamente.» En una oportunidad, Hitchcock intentó agarrar y besar violentamente a Hedren en la parte trasera de un coche mientras se dirigían al set. Ante esto, Hedren le comentó a su asistente, Peggy Robertson, y al jefe del estudio, Lew Wasserman, que estaba muy descontenta con toda la situación; no obstante, sus pocos conocimientos y conectes dentro del medio artístico profesional le eran inservibles para darle frente a la situación, declarando: «pero él era Alfred Hitchcock, el gran y famoso director, y yo era Tippi Hedren, una actriz inexperta que no tenía influencia.» Decidió que no podía renunciar a su contrato porque tenía miedo de ser incluida en la lista negra y no poder volver a encontrar trabajo. La propia hija de Hedren, Melanie Griffith, recordó que mientras su progenitora rodaba The Birds, sintió que Hitchcock se la estaba arrebatando, «de repente, ni siquiera me permitían visitar a mi madre en el estudio.»
En el transcurso de las filmaciones de Marnie, a Hedren le era cada vez más difícil soportar el comportamiento de Hitchcock hacia ella. «Todo el mundo, quiero decir, todo el mundo, sabía que estaba obsesionado conmigo. Siempre quería una copa de vino o champán, conmigo a solas, al final del día. Realmente me aislaba de todos.» Su coprotagonista en Marnie, Diane Baker, recordó más tarde: «nunca le permitieron reunirse con el resto de nosotros, y él exigía que cada conversación entre ella y Hitch se llevara a cabo en privado... Nada podría haber sido más horrible para mí que llegar a ese set de filmación y ver que la trataban como la trataban.»
En un ocasión, Hitchcock le contó a Hedren haber tenido un sueño recurrente en el que ella se le acercaba y le decía: «Hitch, te amo, siempre te amaré.» Al escuchar esto, ella respondió: «pero fue un sueño. Sólo un sueño», y le pidió que la disculpara, antes de retirarse. Notó que Hitchcock no tenía consideración por sus sentimientos y recordó que se sintió humillada después de que él le pidiera que lo tocara, justo antes de filmar una escena: «se aseguró de que nadie más pudiera escuchar, y su tono y mirada dejaron en claro exactamente lo que quería decir.» Un día, Hedren le pidió permiso a Hitchcock para viajar a Nueva York y aparecer en el programa The Tonight Show, donde se suponía que le entregarían un premio a «Estrella nueva más prometedora». Hitchcock se negó, según su biógrafo, porque afirmó que la pausa afectaría a su desempeñó. Aparentemente en esa reunión, «le hizo una propuesta sexual abierta» que Hedren «no pudo ignorar ni responder con indiferencia, como tampoco lo pudo hacer con sus insinuaciones anteriores.». En el tercer libro de Spoto sobre Hitchcock, Spellbound by Beauty (2008), Hedren reveló que el director le hizo exigencias ofensivas: «me miró fijamente y simplemente dijo, como si fuera lo más natural del mundo, que a partir de ese momento esperaba que me mostrara sexualmente disponible y accesible para él, como, cuando y donde él quisiera.» Las imposiciones de Hitchcock provocaron una «pelea horrible, horrible», pues acorde a Hedren: «él me hizo esas peticiones y yo no podía aceptarlas de ninguna manera.»

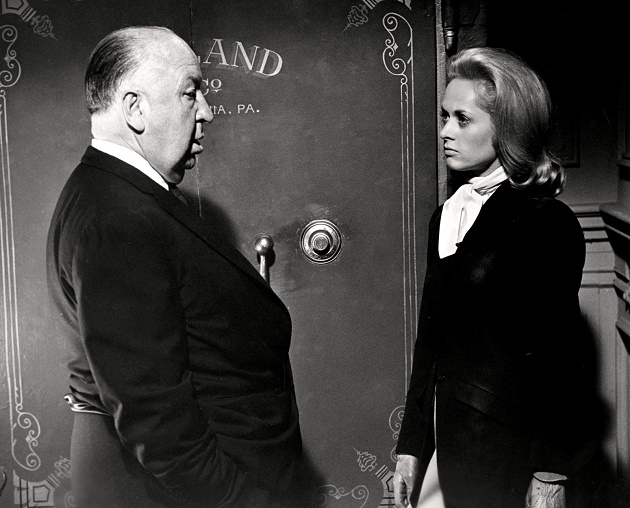
Retratada con Alfred Hitchcock en publicidad para Marnie (1964).

Tras las constantes desavenencias en las que se vieron envueltos, Hedren le dijo a Hitchcock que Marnie sería la última película en la que trabajaría con él, y más tarde recordó cómo este le expresó que destruiría su carrera: «le dije que quería rescindir mi contrato. Él me respondió: 'No puedes. Tienes que mantener a tu hija y tus padres se están haciendo mayores'. Le dije: 'Nadie querría que estuviera en esta situación, quiero salirme'. Y él me respondió: 'Arruinaré tu carrera'. Le dije: 'Haz lo que tengas que hacer'. Y arruinó mi carrera. Me mantuvo bajo contrato, me pagó por no hacer nada durante casi dos años.» Hedren se sintió tan humillada que lo insulto llamándole «cerdo gordo» delante de personal del set de rodaje. Hitchcock sólo le hizo un comentario al respecto a su biógrafo, John Russell Taylor: «ella hizo lo que a nadie se le permite hacer. Se refirió a mi peso.» Los dos se comunicaron sólo a través de un tercero para completar el resto de la película. Según la guionista de Marnie, Jay Presson Allen, Hitchcock estaba «loco» por Hedren. Se sintió infeliz por ambos y describió la situación como «el grito descorazonado de un anciano», añadiendo que Hitchcock tenía un «complejo de Pigmalión con Tippi.» Ella le aconsejó que terminara la cinta y luego continuara con su vida y fuera feliz. La peluquera de Hedren, Virginia Darcy, incluso le dijo a Hitchcock que no debía ser posesivo con ella: «Tippi sentía con razón que ella no era su propiedad, pero él le decía: 'Sí lo eres, tengo un contrato'.» Aunque Hitchcock pensó que podría arreglar las cosas con Hedren y hacer otra película con ella, ella se negó a reconsiderar su decisión. Las condiciones del contrato de Hedren le otorgaban a Hitchcock la última palabra sobre los trabajos que ella podía aceptar, y utilizó ese poder para rechazar varios papeles cinematográficos en su nombre. Ella se sintió particularmente decepcionada cuando el director francés François Truffaut, le dijo que la había querido para uno de sus proyectos. En 1966, Hitchcock finalmente vendió su contrato a Universal Studios después de que Hedren apareciera en dos de sus programas de televisión, Kraft Suspense Theatre (1965) y Run for Your Life (1965). Por su parte, el estudio la liberó de su contrato después de que se negara a aparecer en un western televisivo para ellos.

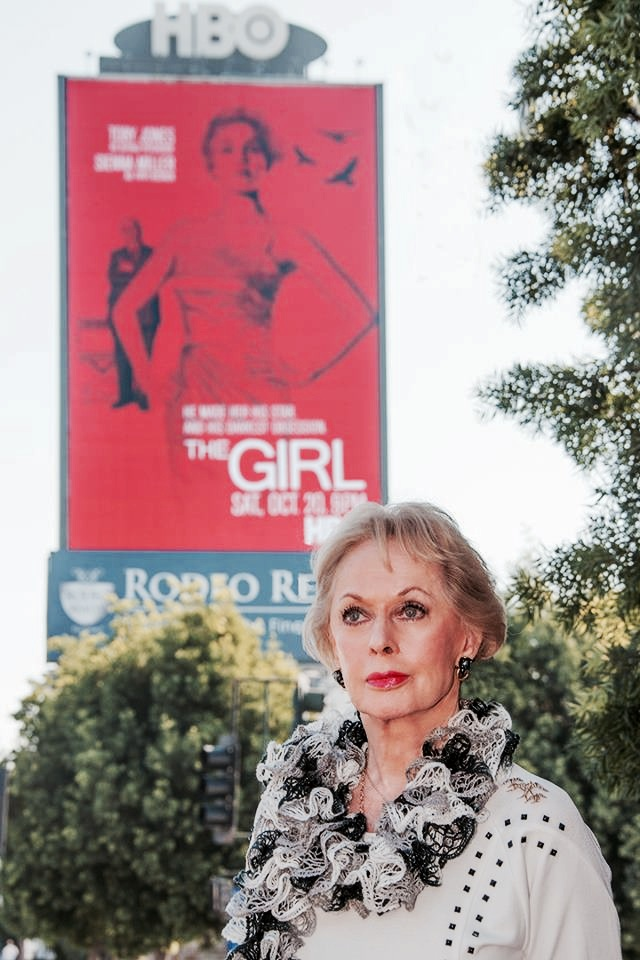
Fotografiada en 2012 frente a un póster publicitario para The Girl.

En 2012, se estrenó The Girl, una película producida por HBO/BBC sobre la relación entre Hedren y Hitchcock, basada en el libro de Donald Spoto, Spellbound by Beauty: Alfred Hitchcock and His Leading Ladies (2008). Cuando le hablaron por primera vez del proyecto, Hedren dijo que tenía sentimientos encontrados al respecto: «seguir viva y que se haga una película sobre ti es una experiencia increíble e increíblemente aterradora.» Hedren y Hitchcock fueron interpretados respectivamente por Sienna Miller y Toby Jones. Aunque estaba encantada con la elección de Miller, Hedren estaba preocupada de que no la interpretaran «como un personaje tan fuerte como yo era -y todavía soy-. Tuve que ser extremadamente fuerte para luchar contra el señor Hitchcock.» Describió el momento en que vio la película como «probablemente uno de los 90 minutos más intensos y emocionalmente tensos que he vivido.» Tras el estreno de la cinta, Hedren dijo que, aunque sentía que el filme retrataba con precisión el comportamiento de Hitchcock hacia ella, las limitaciones de tiempo de una película de 90 minutos impidieron contar toda la historia de su carrera con él: «no fue un bombardeo constante de acoso. Si hubiera sido constantemente como lo hemos tenido que hacer en esta película, me hubiese ido ahí desde mucho tiempo antes.» Aunado a esto, recordó que hubo momentos que describió como «absolutamente encantadores y maravillosos», e insistió en que «Hitchcock tenía un encanto especial. A veces era muy divertido. Era increíblemente brillante en su campo.» El proyecto fue recibido con controversia, ya que otras personas que conocieron y trabajaron con Hitchcock reaccionaron negativamente. Kim Novak, quien trabajó con Hitchcock en Vértigo (1958), cuestionó la interpretación de Hitchcock como un depredador sexual en The Girl: «nunca lo vi intentar insinuarse a nadie ni actuar de manera extraña con nadie. ¿Y no crees que si fuera así, lo habría presenciado o al menos lo habría visto con alguien? Creo que es desafortunado cuando alguien ya no está y no puede defenderse.» Novak había descrito previamente a Hitchcock como un caballero, y cuando se le preguntó sobre las acusaciones en torno a su comportamiento, dijo: «tal vez yo no era su tipo.» A lo anterior añadió: «no voy a cuestionar a Tippi si eso fue lo que vivió.»
A la propia Hedren se le preguntó por qué su relato de acoso sexual contrastaba con las numerosas entrevistas que dio sobre su tiempo con Hitchcock, su presencia en la ceremonia del AFI Life Achievement Award en su honor en 1979, y su presencia en su funeral. Ella explicó: «él arruinó mi carrera, pero no mi vida. Esa etapa de mi vida ya había terminado. Todavía admiro al hombre por lo que era.» También dijo: «he podido separar las dos cosas. El hombre que era el artista. Quiero decir, lo que le dio a la industria cinematográfica nunca se le podrá quitar y ciertamente no quisiera intentarlo. Pero por otro lado, está ese lado oscuro que fue realmente horrible.»
También sirvió de base para la obra de John Logan, Double Feature (2024), con Joanna Vanderham interpretando a Hedren e Ian McNeice interpretando a Hitchcock. Se representó en el teatro Hampstead de Londres, Inglaterra.

### 1967-1973: reveses profesionales

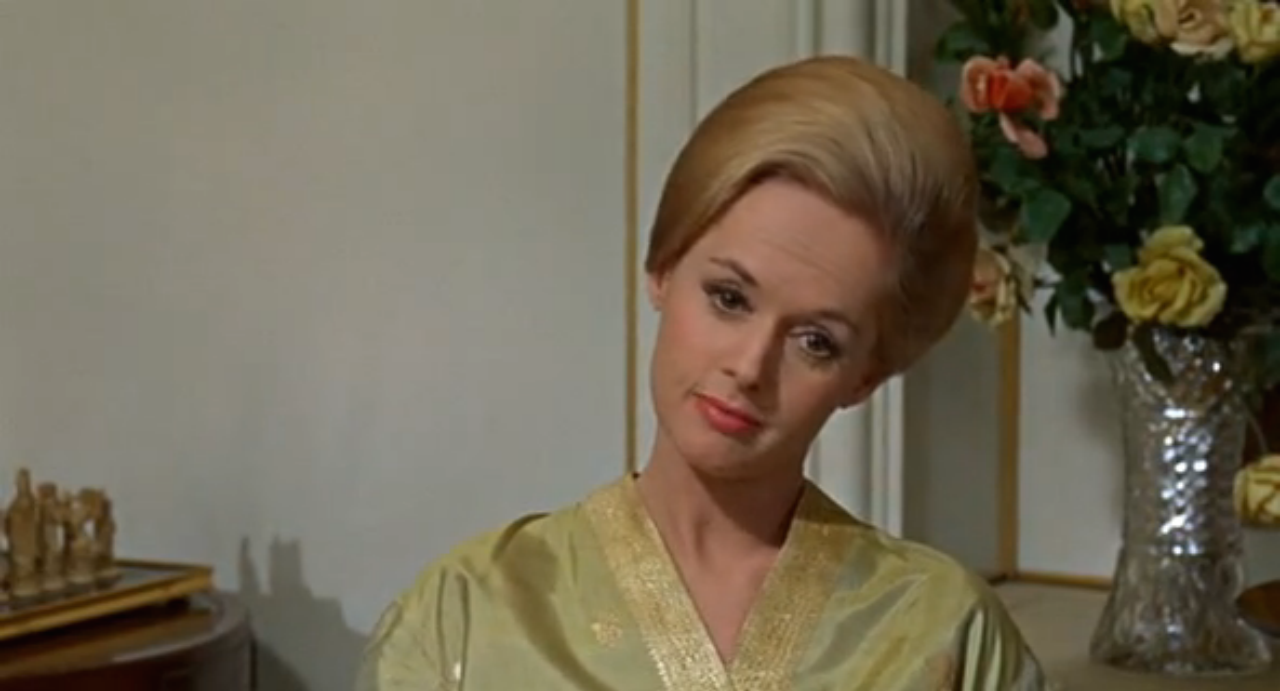
Hedren en A Countess from Hong Kong (1967).

La primera aparición cinematográfica de Hedren después de Marnie fue en la película de 1967 A Countess from Hong Kong, protagonizada por Marlon Brando y Sophia Loren. Charlie Chaplin, guionista y director del filme, le aseguro que le ofrecía un papel secundario importante como la desentendida esposa de Brando, pero tuvo que aceptar el personaje sin leer el guion. Al llegar a Inglaterra, donde se llevó a cabo el rodaje, finalmente recibió el libreto y se dio cuenta de que su papel era poco más que un cameo. Le preguntó a Chaplin por qué le había mentido, a lo que él respondió: «todos los actores del mundo me preguntaban si podían hacer esta película, solo para hacer un cameo, sin siquiera cobrar por ello. Cuando le dije: '¿Por qué no me dijiste que era un cameo? ¿Habría hecho esta película de todos modos?', me dijo: 'No pensé que vendrías', lo cual fue muy dulce. Era un hombre muy inteligente.»
Hedren le pidió a Chaplin que ampliara el papel, y aunque él intentó complacerla, no pudo, ya que la historia se desarrolla mayoritariamente en un barco, en el que el personaje de Hedren sube a bordo cerca del final de la película. Al final, permaneció en la producción y más tarde dijo que trabajar con Chaplin le resultó divertido y extraño al mismo tiempo. Ella lo describió como un hombre muy serio y le encantó su forma de dirigir. Más tarde comentó: «me hubiera gustado que alguien hubiera podido hacer un documental. La forma en que dirigía no se parecía a ninguna otra que yo haya visto. Él mismo interpretaba todos los papeles. Hizo el personaje de Sophia, luego el de Marlon, luego el mío, y luego decía: 'Bueno, ahora puedes hacerlo tú'. Lo cual sería imposible, imitar al maestro. Era increíble. Ninguno de nosotros lo creía. Marlon lo odiaba.»

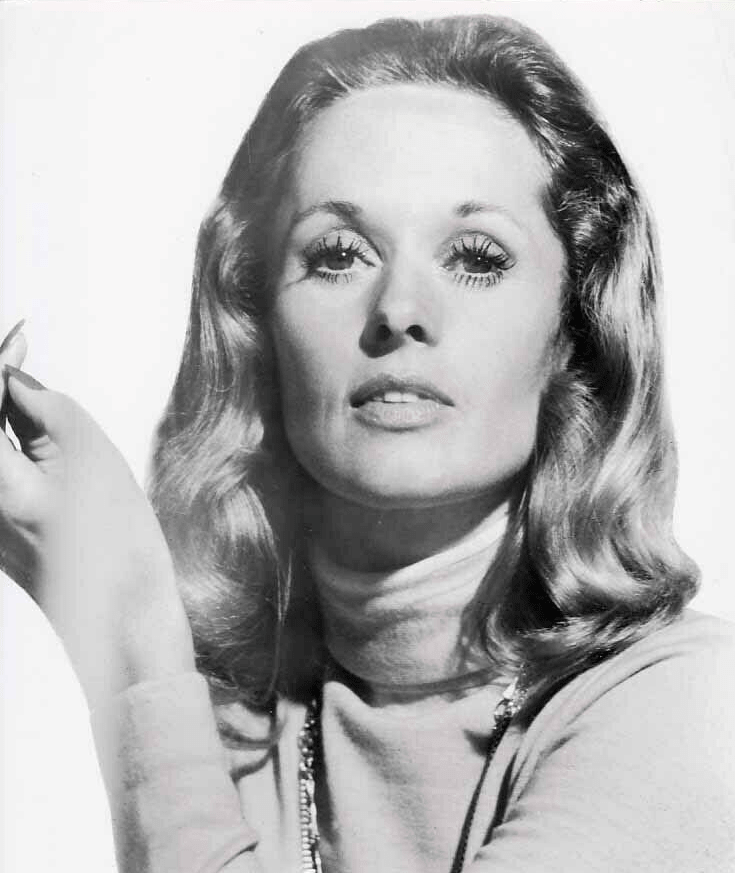
Fotografiada para The Harrad Experiment (1973).

Tras el estreno de A Countess from Hong Kong, la prensa calificó la carrera de Hedren como «espectacular». En ese entonces, le dijo a un periodista: «no quiero esperar a que me retire de este negocio, pero trabajar para Hitch and Charlie ha sido muy especial para mí y ahora voy a esperar a que llegue algo especial.» En 1968, firmó para hacer el drama sobre la guerra civil estadounidense, Five Against Kansas, pero el proyecto nunca se realizó. El mismo año, volvió al cine como una socialité que ayuda a su novio a atrapar a un asesino en Tiger by the Tail. Entre 1970 a 1971, intervino como artista invitada en dos ocasiones para la serie en The Courtship of Eddie's Father. Accedió a participar en Satan's Harvest (1970) y Mister Kingstreet's War (1973), que se filmaron consecutivamente a pesar de la discrepancia en sus fechas de lanzamiento, por la única razón de que se grababan en África.
En 1973, interpretó a una profesora en una escuela de sexo experimental en The Harrad Experiment, protagonizada por James Whitmore y Don Johnson. Hedren consideró que la película «trató temas vitales, como la pérdida de importancia de ideas como la posesión y los celos y, por inferencia, el matrimonio.» En su momento confesó que a veces se sentía deprimida porque no estaba haciendo ninguna película importante y le dijo a una revista: «mi esposo acaba de cancelar todas las revistas comerciales porque sintió que debía cortar la fuente de mi tristeza. Él es del tipo que no tolera sentimientos de depresión constantes.»

### 1974-1981:Roar

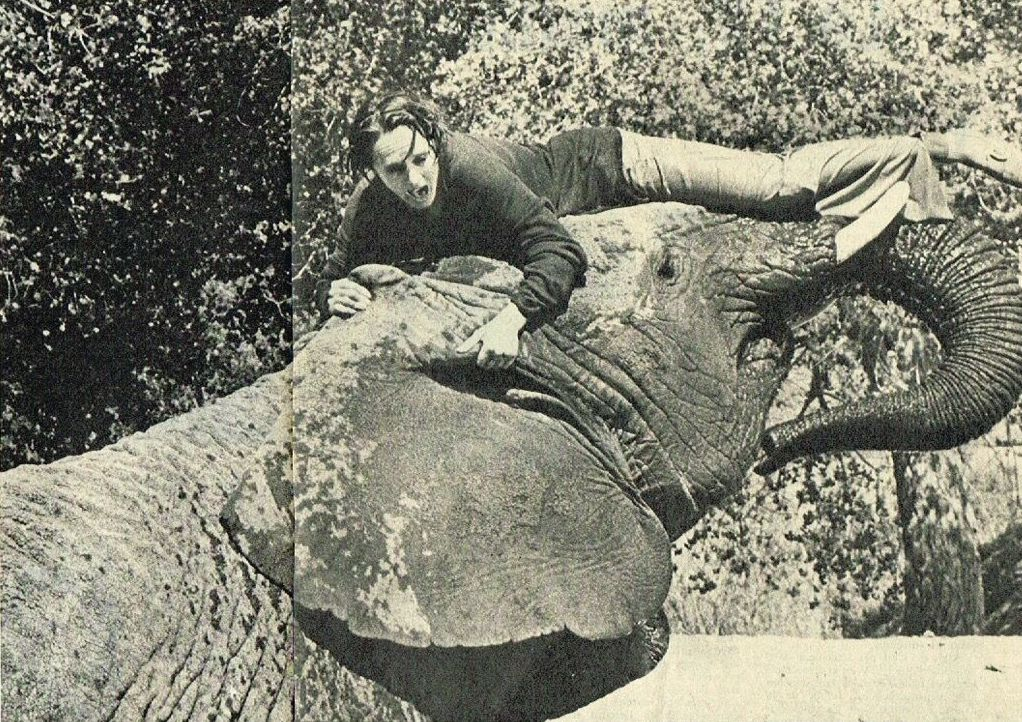
Hedren en la imagen. Durante el rodaje de Roar, Tembo, un elefante africano, le fracturó el tobillo cuando la levantó con su trompa. A raíz del incidente, contrajo gangrena. Fotografía de 1977.

Después de visitar Tanzania, en 1969, junto a quien entonces era su marido, Noel Marshall, la pareja decidió comenzar un proyecto que les llevaría casi una década: la filmación de Roar, pensada para exponer la problemática de los leones en peligro de extinción debido a la caza furtiva. Hedren y Marshall comenzaron a comprar cachorros de león y en un momento llegaron a tener en su casa de Beverly Glen (Los Ángeles) más de un centenar de grandes felinos. La producción fue caótica y se calcula que unos 70 miembros del elenco y del equipo sufrieron heridas, algunos de gravedad (entre ellos la hija de Hedren, Melanie Griffith). La película no se estrenó en Estados Unidos y fue un fracaso comercial: costó 17 millones de dólares y recaudó menos de 2 millones.
Posteriormente, la actriz estableció en Acton, California, una reserva de animales donde acoge mascotas desechadas de Hollywood, principalmente empleadas en películas. Entre estos animales se contaban dos leones procedentes del Rancho Neverland de Michael Jackson. Hedren vive en la reserva y mensualmente dirige visitas por el lugar.

### 1982-presente: proyectos posteriores
Después de Roar, Hedren aceptó cualquier papel en cine o televisión, sin importar que fueran de bajo presupuesto, para recaudar fondos para su reserva animal «Shambala Preserve», especializada en brindar refugio, cuidado y mantenimiento a diversos animales. En 1982, coprotagonizó junto a Leslie Nielsen en Foxfire Light. Apareció en varias series de televisión, incluyendo Hart to Hart en 1983, y la serie de terror nocturna Tales from the Darkside en 1984. En el episodio piloto de 1985 de The New Alfred Hitchcock Presents, hizo una breve aparición como camarera en un bar que regaña a una cliente, interpretada por su hija Melanie Griffith. En 1990, tuvo un papel secundario y sin diálogos interpretando a una viuda adinerada cortejada por Michael Keaton en la película Pacific Heights (1990), en la que también actuó su hija. El mismo año, intervino en The Bold and the Beautiful, una telenovela diurna de la que se dijo estar «orgullosa de tener en su currículum».

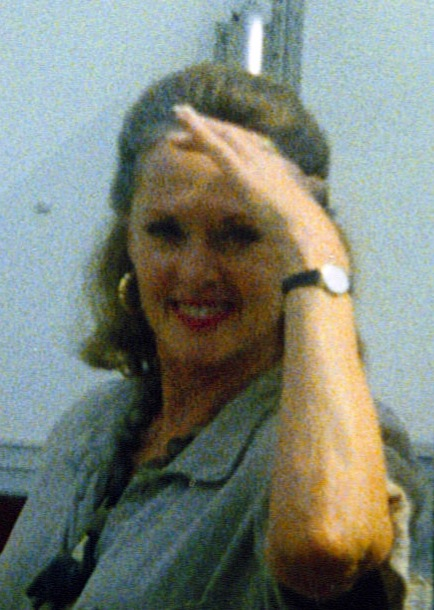
Hedren en el set de The Birds II: Land's End (1994).

En 1994, Hedren apareció en la secuela televisiva por cable de The Birds, The Birds II: Land's End, en un papel diferente al que había interpretado en la original. Sin embargo, se sintió decepcionada de no haber conseguido un papel protagónico, hecho que admitió antes del estreno de la película, diciendo: «me gustaría que fuera más que un cameo. Creo que cometieron un error al no hacerlo, pero me ha ayudado a alimentar a mis leones y tigres.» Cuando se le preguntó cuál podría haber sido la opinión de Hitchcock sobre la película, respondió: «¡No me gustaría pensar qué diría!» Sin embargo, en una entrevista de 2007, Hedren dijo sobre la película: «es absolutamente horrible, me avergüenza terriblemente.»
De 1994 a 1996, tuvo un papel como estrella invitada en Dream On. En sus propias palabras, dicha serie le dio «la oportunidad de hacer comedia. Nunca había hecho comedia antes y fue maravilloso para mí poder hacerlo. Todos pensaban en mí como una actriz seria, así que se lo debo a John Landis (el productor ejecutivo), por darme esa oportunidad.» En 1996, personificó a una activista del derecho al aborto en la sátira política de Alexander Payne, Citizen Ruth. En 1998, coprotagonizó con Billy Zane y Christina Ricci en I Woke Up Early the Day I Died, una cinta que le pareció «increíble»: debo decir que me encanta ese filme. Fue un tipo de película única de hacer, porque no tenía diálogos. Era muy, muy diferente.» Ese mismo año, apareció como artista invitada en un episodio especial titulado «Psychodrama» de la serie de televisión Chicago Hope, que rendía homenaje a las películas de Hitchcock. El personaje de Hedren, Alfreda Perkins, era una referencia a Alfred Hitchcock y al actor Anthony Perkins, quien protagonizó Psycho en 1960, uno de los proyectos del director.
Luego de aparecer en varias películas poco conocidas entre 1999 y 2003, se le concedió un papel secundario pero llamativo en la comedia de 2004, I Heart Huckabees, dando vida a una mujer mayor, atractiva y malhablada que abofetea a Jude Law en un ascensor. Consideró que el director, que tenía reputación de tener una actitud difícil, estaba «totalmente loco», pero fue «muy interesante, añadiendo: «pude trabajar bien con él.» También agregó que fue una experiencia extraña porque, «... de repente, él decía: 'Ahora lo voy a hacer de esta manera', y uno pensaba: '¿Cómo va a editar esto? ¿Cómo va a funcionar?' Pero él lo hizo funcionar.» En 2006, fue miembro del reparto de la telenovela de corta duración en horario estelar, Fashion House, y continuó como actriz invitada en series de televisión como The 4400 (2006) y CSI: Crime Scene Investigation (2008). En 2012, Hedren y su hija aparecieron juntas como invitadas en un episodio de Raising Hope. Ese mismo año, intervino en Free Samples, una cinta independiente donde tuvo un papel secundario como una vieja estrella de cine. En 2013, se interpretó a sí misma en el final de la cuarta temporada de Cougar Town.
En 2016, a través de William Morrow and Company, publicó su autobiografía, Tippi: A Memoir, coescrita con Lindsay Harrison; su decisión de lanzar una semblanza propia la describió de la siguiente manera: «ya era hora de dejar de dejar que todos los demás cuenten mi historia y finalmente contarla yo misma.» En 2018, a los 88 años, Hedren se convirtió en el nuevo rostro de los relojes y joyas de Gucci, y protagonizó a una misteriosa adivina en un anuncio comercial de la marca, The Fortune Teller.

## Influencia
En 2006, una campaña publicitaria de Louis Vuitton rindió homenaje a Hedren y Hitchcock con una personificación moderna de la secuencia inicial de la estación de tren desértica en Marnie. Como parte de su marca de coleccionistas, en 2008, la empresa Mattel lanzó una muñeca Barbie inspirada en Hedren y su look en The Birds (1963). De la misma película, el diseñador Bill Gaytten se basó en su apariencia para crear su colección preotoño 2012 de John Galliano.
Naomi Watts afirmó que la interpretación de su personaje en Mulholland Drive, estuvo influenciada por la apariencia y las actuaciones de Hedren en las películas de Hitchcock. Watts y Hedren aparecieron en I Heart Huckabees (2004), pero no compartieron ninguna escena juntas. Fuera de pantalla, el director de la película, David O. Russell, las presentó y Watts dijo de Hedren: «estaba bastante fascinada por ella en ese momento, porque la gente a menudo decía que nos parecíamos.» Watts fue elegida para caracterizarse con el look de Hedren en Marnie, en una sesión fotográfica realizada en la edición de marzo de 2008 de la revista Vanity Fair. En el mismo número, Jodie Foster se caracterizó con el look de Hedren en The Birds.

## Vida personal

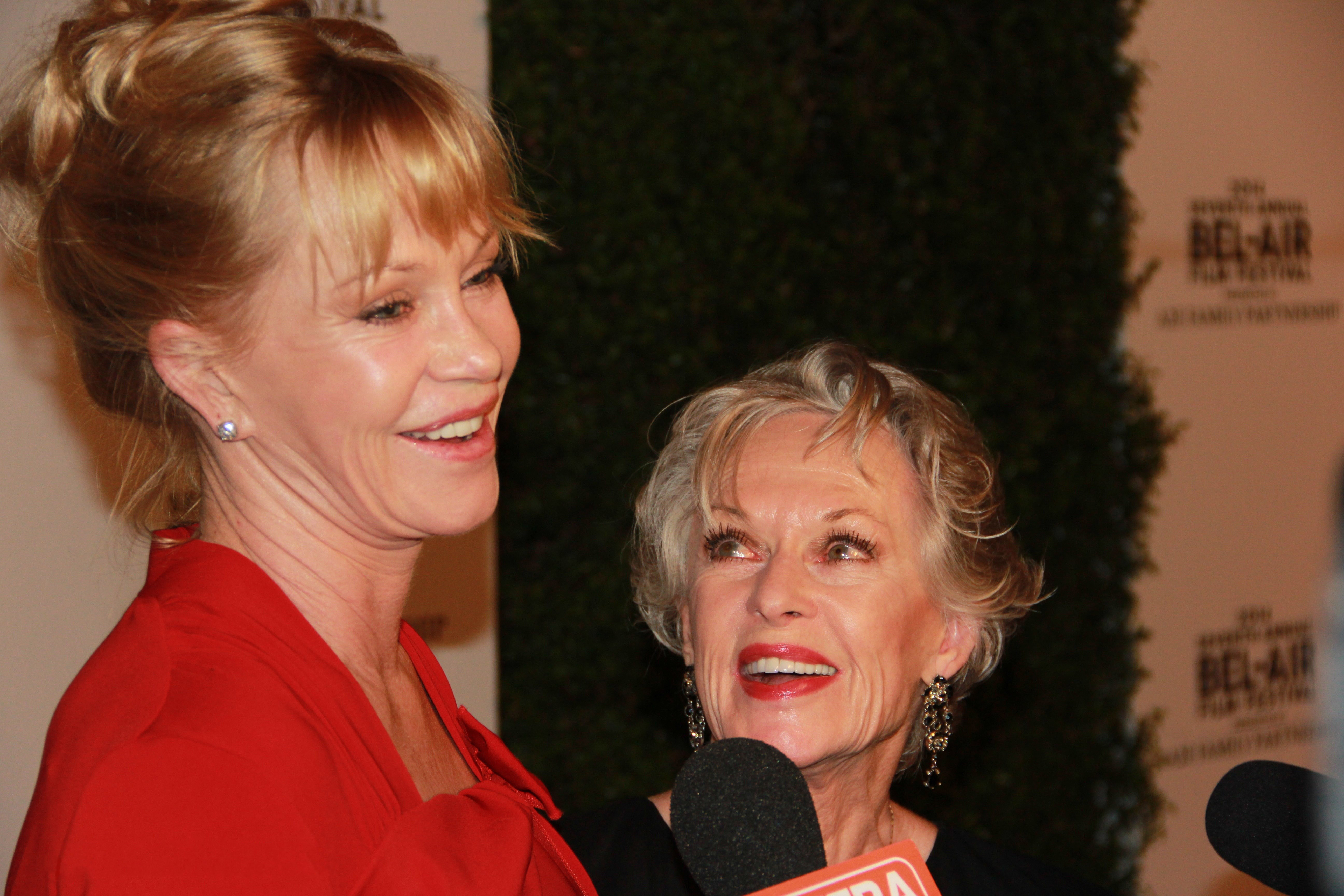
Fotografiada con su hija Melanie Griffith en 2014.

Tippi Hedren ha estado casada cuatro veces. Con Peter Griffith se casó en 1952 y se divorció en 1961. De este matrimonio nació en 1957 su única hija, la actriz Melanie Griffith. Hedren consintió en 1971 la relación de su hija de catorce años con el entonces emergente actor Don Johnson, hasta su casamiento en 1976. De esta relación nació la actriz Dakota Johnson. 
En 1964 se casó con Noel Marshall, del que se separó en 1982. Su tercer matrimonio fue con Luis Barrenechea, y duró de 1985 a 1995. 
Desde 2002 y hasta 2008 estuvo casada con Martin Dinnes. 
En 2012, a sus 82 bien llevados años y a su cuidada apariencia y estilo fue elegida una de las mujeres más sexis del año por la revista Glam'mag.
En enero de 2015, falleció su coprotagonista en The Birds, Rod Taylor. Hedren expresó sus sentimientos respecto al deceso de su compañero de reparto, comentando:

«Rod fue un gran amigo para mí y un gran apoyo. Éramos muy, muy buenos amigos. Era una de las personas más divertidas que haya conocido, era reflexivo y tenía clase, todo era bueno en ese hombre.»

## Filmografía

### Cine
| Año  | Título                                          | Papel                   | Notas                                        |
| ---- | ----------------------------------------------- | ----------------------- | -------------------------------------------- |
| 1950 | The Petty Girl                                  | Miss Ice Box            | No acreditada                                |
| 1963 | The Birds                                       | Melanie Daniels         |                                              |
| 1964 | Marnie                                          | Margaret «Marnie» Edgar |                                              |
| 1967 | A Countess from Hong Kong                       | Martha Mears            |                                              |
| 1970 | Tiger by the Tail                               | Rita Armstrong          |                                              |
| 1970 | Satan's Harvest                                 | Marla Oaks              |                                              |
| 1971 | Mister Kingstreet's War                         | Mary Kingstreet         |                                              |
| 1973 | The Harrad Experiment                           | Margaret Tenhausen      |                                              |
| 1981 | Roar                                            | Madelaine               |                                              |
| 1982 | Foxfire Light                                   | Elizabeth Morgan        |                                              |
| 1989 | Deadly Spygames                                 | Chastity                |                                              |
| 1990 | In the Cold of the Night                        | Clara                   |                                              |
| 1990 | Pacific Heights                                 | Florence Peters         |                                              |
| 1994 | Teresa's Tattoo                                 | Evelyn Hill             |                                              |
| 1994 | Inevitable Grace                                | Dr. Marcia Stevens      |                                              |
| 1996 | Citizen Ruth                                    | Jessica Weiss           |                                              |
| 1997 | Mulligans!                                      | Dottie                  | Cortometraje                                 |
| 1998 | Break Up                                        | Mamá                    |                                              |
| 1998 | I Woke Up Early the Day I Died                  | Maylinda Austed         |                                              |
| 1998 | Internet Love                                   | Ella misma              |                                              |
| 1999 | The Storytellers                                | Lillian Glosner         |                                              |
| 2001 | Tea with Grandma                                | Rae                     | Cortometraje                                 |
| 2001 | Ice Cream Sundae                                | Dama                    | Cortometraje                                 |
| 2003 | Searching for Haizmann                          | Dr. Michelle Labner     |                                              |
| 2003 | Dark Wolf                                       | Mary                    |                                              |
| 2003 | Rose's Garden                                   | Rose                    | Cortometraje                                 |
| 2003 | Julie and Jack                                  | Julie McNeal            |                                              |
| 2004 | Raising Genius                                  | Babe                    |                                              |
| 2004 | Mind Rage                                       | Dr. Wilma Randolph      |                                              |
| 2004 | I Heart Huckabees                               | Mary Jane Hutchinson    |                                              |
| 2005 | The Last Confederate: The Story of Robert Adams | Señora Adams            |                                              |
| 2005 | Diamond Zero                                    | Eleanor Kelly           |                                              |
| 2007 | Dead Write                                      | Minnie                  |                                              |
| 2008 | Her Morbid Desires                              | Gloria                  |                                              |
| 2012 | Jayne Mansfield's Car                           | Naomi Caldwell          | No acreditada; sus escenas fueron eliminadas |
| 2012 | Free Samples                                    | Betty                   |                                              |
| 2013 | Return to Babylon                               | Señora Peabody          |                                              |
| 2017 | The Ghost and the Whale                         | Tippi                   |                                              |

### Doblaje
| Año  | Título                              | Papel                        | Notas                              |
| ---- | ----------------------------------- | ---------------------------- | ---------------------------------- |
| 1997 | Adventures from the Book of Virtues | Madame Sofroni / Molly Mouse | Episodio: «Generosity»             |
| 1998 | The New Batman Adventures           | Donna Day                    | Episodio: «Mean Seasons»           |
| 1998 | Invasion America                    | Señora McAllister            | 2 episodios                        |
| 2011 | Batman: The Brave and the Bold      | Reina Hipólita               | Episodio: «Triumvirate of Terror!» |

### Televisión
| Año       | Título                                         | Papel                   | Notas                                                          |
| --------- | ---------------------------------------------- | ----------------------- | -------------------------------------------------------------- |
| 1965      | Kraft Suspense Theatre                         | Lee Anne Wickheimer     | Episodio: «The Trains of Silence»                              |
| 1965      | Run for Your Life                              | Jessica Braden          | Episodio: «Someone Who Makes Me Feel Beautiful»                |
| 1970      | The Courtship of Eddie's Father                | Cissy Drummond-Randolph | 2 episodios                                                    |
| 1973      | Docteur Caraïbes                               | Sonia                   | Episodio: «The Man and the Albatross»                          |
| 1976      | The Bionic Woman                               | Susan Victor            | Episodio: «Claws»                                              |
| 1982      | Blue Peter                                     | Ella misma              | [ 104 ]                                                        |
| 1983      | Hart to Hart                                   | Liza Atterton           | Episodio: «Hunted Harts»                                       |
| 1984      | Tales from the Darkside                        | Ruth Anderson           | Episodio: «Mookie and Pookie»                                  |
| 1985      | Alfred Hitchcock Presents                      | Mesera                  | Episodio: «Man from the South»                                 |
| 1988      | Hotel                                          | Barbara Lyman           | Episodio: «Double Take»                                        |
| 1988      | Baby Boom                                      | Laura Curtis            | Episodio: «Christmas '88»                                      |
| 1990      | Return to Green Acres                          | Arleen                  | Telefilme                                                      |
| 1990–1991 | The Bold and the Beautiful                     | Helen Maclaine          |                                                                |
| 1991      | Shadow of a Doubt                              | Teresa Mathewson        | Telefilme                                                      |
| 1991      | In the Heat of the Night                       | Annabelle Van Buren     | Episodio: «Liar's Poker»                                       |
| 1992      | Through the Eyes of a Killer                   | Señora Bellano          | Telefilme                                                      |
| 1993      | Perry Mason: The Case of the Skin-Deep Scandal | Beverly Courtney        | Telefilme                                                      |
| 1993      | Murder, She Wrote                              | Catherine Noble         | Episodio: «Bloodlines»                                         |
| 1994      | The Birds II: Land's End                       | Helen                   | Telefilme                                                      |
| 1994      | Treacherous Beauties                           | Lettie Hollister        | Telefilme                                                      |
| 1994–1996 | Dream On                                       | Di                      | Papel recurrente                                               |
| 1997      | The Guardian                                   | Wynn                    | Telefilme                                                      |
| 1998      | Chicago Hope                                   | Alfreda Perkins         | Episodio: «Psychodrama»                                        |
| 1999      | The Darklings                                  | Martha Jackson          | Telefilme                                                      |
| 1999      | Replacing Dad                                  | Dixie                   | Telefilme                                                      |
| 2000      | Bull                                           | Caitlin Coyle           | Episodio: «A Beautiful Lie»                                    |
| 2000      | Providence                                     | Constance Hemming       | 2 episodios                                                    |
| 2001      | The Nightmare Room                             | La bruja, ella misma    | Episodio: «Fear Games»                                         |
| 2003      | 111 Gramercy Park                              | Señora Granville        | Telefilme                                                      |
| 2006      | Fashion House                                  | Doris Thompson          | Papel recurrente                                               |
| 2006      | The 4400                                       | Lily Tyler              | Episodio: «The New World»                                      |
| 2006      | Where Are They Now                             | Ella misma              | Producción australiana, 1 episodio; invitada                   |
| 2008      | CSI: Crime Scene Investigation                 | Karen Rosenthal         | Episodio: «Young Man with a Horn»                              |
| 2009      | Tribute                                        | Señora Hennessey        | Telefilme                                                      |
| 2012      | Raising Hope                                   | Nana                    | Episodio: «Not Indecent, But Not Quite Decent Enough Proposal» |
| 2013      | Cougar Town                                    | Herself                 | Episodio: «Have Love Will Travel»                              |